# Mongolia en los Juegos Paralímpicos de Pyeongchang 2018
Mongolia estuvo representada en los Juegos Paralímpicos de Pyeongchang 2018 por un deportista masculino. El equipo paralímpico mongol no obtuvo ninguna medalla en estos Juegos.